# Paracotis syntropha
Paracotis syntropha là một loài bướm đêm trong họ Geometridae.